# Patricio Graff

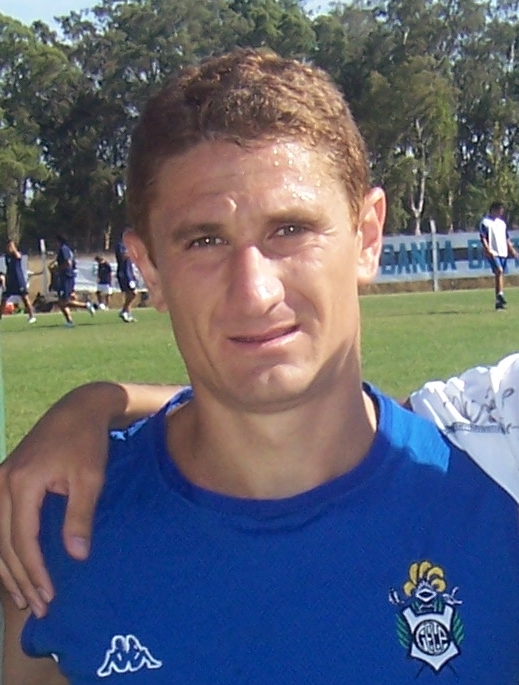
Patricio Graff

Patricio Andrés Graff (Rosario, 18 november 1975) is een Argentijns voormalig voetballer die als verdediger speelde. Nadien werd hij trainer.

## Carrière
- 1995-1996: Rosario Central
- 1996-2000: Feyenoord Rotterdam
- 2000: FC Den Bosch (verhuur)
- 2000-2001: Sporting de Gijón
- 2001-2004: Rayo Vallecano
- 2004-2006: CD Numancia
- 2006-2008 : Hércules CF
- 2008-2010: Gimnasia y Esgrima de La Plata

## Trainer
Graff begon als assistent bij CD Universidad de Concepción (2013-2014). Van begin 2015 tot eind 2015 was hij assistent trainer bij het Chileense CD O'Higgins. Zijn ex-ploeggenoot bij Feyenoord Pablo Sánchez was bij beide clubs de hoofdcoach. Van 2017 tot 2019 was Graff hoofdtrainer van Coquimbo Unido. Van december 2019 tot oktober 2020 was hij hoofdtrainer bij O'Higgins. Van augustus tot december 2021 werd Graff aangesteld als hoofdtrainer bij CD Palestino. De eerste helft van 2022 trainde hij Coquimbo Unido. In het seizoen 2022/23 werd hij in Spanje trainer van Elche CF B. In 2024 trainde hij kortstondig Manchego Ciudad Real. In december 2024 werd Graff assistent van Eduardo Coudet bij Deportivo Alavés.